# Ernest Lluch metróállomás
Ernest Lluch egy metróállomás Spanyolországban. Az állomás a Trambaix T1, T2 és T3 vonalak egyik állomása. A korábbi Sant Ramón megállóhely örököse (ez az útvonal megváltozása miatt megszűnt).
Ez egyben a barcelonai metró 5-ös vonalának metróállomása is, amelyet 2021. július 25-én adtak át. Ez az állomás áthidalja a Collblanc és Pubilla Cases metróállomásokat elválasztó 1,2 km-es szakaszt, amely az új állomás átadásáig a leghosszabb szakasz volt a metróhálózat állomásai között.

## Metróvonalak
Az állomást az alábbi metróvonalak érintik:
- 5-ös metróvonal

## Kapcsolódó állomások
Az állomáshoz az alábbi állomások vannak a legközelebb:
- Collblanc (Vall d'Hebron, 5-ös metróvonal)
- Pubilla Cases (Cornellà Centre, 5-ös metróvonal)